# Heinrich von Kummer (General, 1841)
Heinrich Ferdinand von Kummer (* 10. April 1841 in Gnesen; † 21. September 1924) war ein preußischer Generalleutnant.

## Leben

### Herkunft
Heinrich entstammte dem 2. Ast der II. Linie der 1837 in den erblichen preußischen Adelsstand erhobenen Familie von Kummer. Er war der Sohn des preußischen Generals der Infanterie Ferdinand von Kummer (1816–1900) und dessen Ehefrau Henriette, geborene Johannes (1817–1892). Seine Schwester Amalie (* 1838) war mit dem preußischen Generalmajor Walter von Kalckstein (1840–1903) verheiratet.

### Militärkarriere
Nach seiner Erziehung im elterlichen Hause und dem Besuch des Friedrichs-Gymnasiums in Berlin trat Kummer am 10. April 1858 als Avantageur in das Kaiser Alexander Grenadier-Regiment der Preußischen Armee ein. Er avancierte bis Mitte Oktober 1859 zum Sekondeleutnant und absolvierte ab Oktober 1864 zur weiteren Ausbildung für drei Jahre die Kriegsakademie. Dieses Kommando musste Kummer 1866 aufgrund des Krieges gegen Österreich unterbrechen und nahm am Gefecht bei Soor sowie der Schlacht bei Königgrätz teil.
Nach dem Friedensschluss setzte er seine Studien fort und stieg Ende Oktober 1866 zum Premierleutnant auf. Ab dem 1. Mai 1869 war Kummer zur Dienstleistung beim Großen Generalstab kommandiert. Bei der Mobilmachung anlässlich des Krieges gegen Frankreich übernahm er eine Kompanie seines Regiments, die Kummer bei Gravelotte, Beaumont, Sedan und Le Bourget führte. Während der Belagerung von Paris wurde er am 22. Dezember 1870 zum überzähligen Hauptmann befördert und für die Dauer des mobilen Verhältnisses zum Kompaniechef ernannt. Für sein Wirken erhielt Kummer beide Klassen des Eisernen Kreuzes, den Orden des Heiligen Wladimir IV. Klasse sowie das Ritterkreuz des Albrechts-Ordens mit Kriegsdekoration.
Am 21. Juli 1871 wurde er zum Chef der 7. Kompanie ernannt. Nachdem man Kummer zu den Beerdigungsfeierlichkeiten seines Regimentschefs Alexander II. in Sankt Petersburg kommandiert hatte, erhielt er die Erlaubnis zur Annahme des Sankt-Stanislaus-Ordens II. Klasse. Anschließend erfolgte am 1. April 1881 seine Versetzung nach Bromberg in das neuformierte Infanterie-Regiment Nr. 129. Er rückte Ende August 1881 zum überzähligen Major auf, wurde Mitte Oktober 1883 etatmäßiger Stabsoffizier und erhielt einen Monat später das Kommando über das II. Bataillon. Daran schloss sich ab dem 13. März 1884 eine Verwendung als Kommandeur des Pommerschen Jäger-Bataillons Nr. 2 in Greifswald (ab 1. April in Kulm) an. Kummer avancierte Anfang August 1888 zum Oberstleutnant und wurde am 12. August 1890 mit der Führung des in Trier stationierten 7. Rheinischen Infanterie-Regiments Nr. 69 beauftragt. Unter Beförderung zum Oberst erfolgte am 10. September 1890 seine Ernennung zum Kommandeur dieses Verbandes. Aus Anlass der großen Herbstübungen des VIII. und XVI. Armee-Korps verlieh ihm Wilhelm II. im September 1893 den Kronen-Orden II. Klasse. Am 14. Mai 1894 wurde Kummer Generalmajor und Kommandeur der 29. Infanterie-Brigade in Aachen. Er erhielt anlässlich des Ordensfestes im Januar 1896 den Roten Adlerorden II. Klasse mit Eichenlaub. In Genehmigung seines Abschiedsgesuches wurde Kummer am 20. Mai 1897 unter Verleihung des Charakters als Generalleutnant mit Pension zur Disposition gestellt.
Er war Rechtsritter des Johanniterordens.

### Familie
Kummer hatte sich am 24. März 1868 in Berlin mit Marie Kahlbaum (1848–1894) verheiratet. Aus der Ehe gingen die fünf Kinder Wilhelm (* 1869), Elfriede (1870–1945), Dorothea (* 1873), Werner (* 1874) und Barbara (* 1881) hervor. Die Patenstelle für den ältesten Sohn Wilhelm übernahm der Kaiser. Wilhelm von Kummer wurde Kavallerieoffizier und ein bekannter Reitsportler, er heiratete 1908 in die reitsportbegeisterte deutsch-argentinische Industriellenfamilie Staudt ein und gehörte zum Freundeskreis Kaiser Wilhelms II.

### Lebensabend
Heinrich von Kummer lebte nach seiner Pensionierung als Witwer und Generalleutnant a. D. in Charlottenburg. Er wurde 1924 auf dem Invalidenfriedhof in Berlin beigesetzt, wo sein Grabstein bis heute erhalten ist.